# Linotol Comp.
|  | Denne artikel er oprettet af botten Steenthbot ud fra en ekstern database. Den kan derfor have sproglige fejl eller mangler. Denne skabelon kan fjernes efter kontrol af indholdet. |

Linotol Comp. er en dansk dokumentarisk optagelse fra 1905 instrueret af Peter Elfelt.

## Handling
Reklamefilm for Linotol gulvbelægning. Arbejdere lægger et Linotolgulv.